# Sárkány Miklós József
Sárkány Miklós József (Komárom, 1802. január 25. – Kajár, 1891. július 20.) gimnáziumi tanár, teológiai doktor, szent Benedek-rendi bakonybéli apát.

## Élete
Régi nemes családból származott és a gimnázium négy alsó osztályát szülővárosában, a szónoklati és költészeti osztályt Győrött végezte. 1816. október 28-án lépett a rendbe; 1824-ben a pesti egyetemen végezte a teológiát, 1825. április 8-án áldozópappá szentelték.
1824-től 1826-ig az esztergomi gimnáziumban tanított, 1826-tól 1827-ig Győrött tartózkodott, 1827-től 1831-ig Pannonhalmán a keleti nyelveket tanította, 1831-32-ben pedig a hittant Komáromban. 1832. november 1-től mint hitoktató a pozsonyi akadémián működött; 1834-1835-ben könyvtárnok volt Bakonybélben. 1835-től 1842-ig a retorika tanára Komáromban, 1842-45-ben főapáti titoknok volt és Rimely Mihály főapáttal jelen volt az 1843-44. évi pozsonyi országgyűlésen.
1845-ben bakonybéli apáttá nevezték ki, ezt a tisztséget egészen haláláig viselte. Az apátságot adományozó oklevelek közül Sárkány Miklós Józsefé az első magyar nyelvű. A veszprémi konzisztóriumi szentszéknek és a főapátságinak ülnöke és a bécsi császári geológiai intézet levelező tagja volt.

## Elismerései
- Ferenc József-rend lovagkeresztje